# Tsunamis bei Nizza 1979
Die Tsunamis bei Nizza 1979 waren zwei Tsunamis, die am 16. Oktober die Küste bei Nizza erreichten, begleitet von einem Erdrutsch am Flughafen Nizza Côte d’Azur und einem aseismischen unterseeischen Erdrutsch. Die zwei Wellen trafen die Küste zwischen der italienischen Grenze und der Stadt Antibes (60 Meilen; 96 km). Sie erreichten eine Höhe von 3 m in der Nähe von Nizza und 3,5 m bei La Salis (Antibes).

## Ursache
Die Ursache dieser Ereignisse war Gegenstand akademischer und juristischer Debatten. Eine Hypothese besagt, dass es der Erdrutsch am Flughafen Nizza Côte d’Azur war; während eine andere erklärte, dass der unterseeische Erdrutsch Auslöser der Tsunamis war.
Nach der ersten Hypothese fand vor dem Flughafen Nizza ein Erdrutsch von 0,15 km³ Masse während der Aufschüttung des neuen Flughafens statt, vielleicht als Konsequenz dieser Arbeit. Dieser Erdrutsch könnte den ersten Tsunami verursacht haben. Das Material dieses Erdrutsches könnte einen unterseeischen Erdrutsch verursacht haben, der den zweiten Tsunami verursachte.
Nach der zweiten Hypothese verursachte der große natürliche unterseeische Erdrutsch (~8,7 km²), der sich vor der Küste von Nizza ereignete, einen Tsunami, der einen Erdrutsch bei der Aufschüttung des neuen Flughafens verursachte. Dieser Erdrutsch verursachte einen weiteren Tsunami.

## Konsequenzen
Opferschätzungen reichen von 8 bis 23. Auf der Baustelle tötete das einstürzende Füllmaterial sieben Menschen.
Die Tsunamis überschwemmten einen 20-Meilen-Abschnitt der Küste. Das Wasser floss bis zu 150 m landeinwärts. Elf Menschen wurden in Nizza und einer in Antibes mitgerissen. Die Bauarbeiten am Flughafen wurden abgeschlossen, aber dieses Ereignis verhinderte den Bau eines neuen Hafens für Nizza.